# Jörd (déesse)
Pour les articles homonymes, voir Jörd.
Dans la mythologie nordique, Jörd est une déesse Ase personnifiant la terre, épouse d’Odin, avec lequel elle a engendré Thor.

## Nom
Jörd provient du vieux norrois jörð, « terre », qui peut être employé aussi bien comme nom commun que comme théonyme. Snorri Sturluson précise par ailleurs dans la Skáldskaparmál qu’il est possible de parler de Jörd en employant le kenning « celle qui partage un homme avec Frigg ». 
Elle porte également le nom de Fiorgyn, étroitement apparenté à celui du dieu baltique de la foudre, Perkūnas, et à celui du dieu indien de la pluie Parjanya.

## Parenté
Snorri décrit la parenté de Jörd dans la Gylfaginning : au chapitre 9 il indique qu’elle est la fois la fille et la femme d’Odin, ainsi que la mère de son premier fils, Thor. Au chapitre suivant, il indique que sa mère est la géante Nótt et de son deuxième époux, Anar. Par rapport à celui-ci, Dillmann note que l’orthographe de son nom diffère selon les manuscrits : selon lui la transcription Annarr, « deuxième », du manuscrit R est probablement une confusion liée au fait qu’il s’agit du deuxième époux, et la graphie correcte serait Ánarr ou Ónarr, qui se trouvent dans tous les autres manuscrits et renvoient à une idée d’éminence.
Snorri précise par ailleurs au chapitre 36 de la Gylfaginning que Jörd et Rind font partie de la famille des dieux Ases ; le fait que cette précision ne soit pas faite dans la liste principale des Ases et l’association avec Rind, dont le statut de géante ne fait aucun doute, laissent entendre que Jörd est originellement une géante qui a cependant été acceptée parmi les Ases.